# Ливанско-саудовские отношения
Ливанско-саудовские отношения — двусторонние дипломатические отношения между Ливаном и  Саудовской Аравией.
У Ливана есть посольство в Эр-Рияде, а у Саудовской Аравии есть посольство в Бейруте.

## История
Исторически обе страны были частями Османской империи. Ливан находился под властью самоуправления, в то время как современная Саудовская Аравия находилась под прямым контролем Османской империи. После окончания османского владычества турки, освобожденные от обеих стран, и Саудовское королевство пережили Первую мировую войну, в то время как Ливан попал под французское правление. Только в конце Второй мировой войны были официально установлены отношения между двумя странами.

## Современная история
Страны установили отношения после окончания Второй мировой войны. В первые десятилетия Ливан был вовлечен в конфликт с Израилем в рамках  масштабного арабо-израильского конфликта. Саудовская Аравия оказывала политическую поддержку Ливану, но не направляла никаких военных сил для оказания помощи ливанцам. Это продолжалось до начала гражданской войны в Ливане, когда Саудовская Аравия начала играть роль посредника в мирных делах в Ливане, во время которой саудовцы отправили в страну группу миротворцев, прежде чем объединиться с арабскими сдерживающими силами. Однако именно в это время произошел подъем исламского Ирана, свергнув прежнее шахское правление, и Иран начал навязывать свое присутствие через Хезболлу. Это вызвало тревогу у правительства Саудовской Аравии, и в результате, после подписания Таифского соглашения, Саудовская Аравия начала вкладывать миллиарды долларов в реконструкцию Ливана, чтобы противостоять растущему влиянию Ирана. 
Тем не менее, дипломатические отношения между этими двумя странами были порой непростые. В 2006 году в Ливанской войне Саудовская Аравия тайно одобрила израильское вторжение в Ливан. Скрытая поддержка со стороны правительства Саудовской Аравии, утекшая в израильские СМИ несколько лет спустя, привела к напряженности. Это еще более усугубилось в связи с увеличением числа боевиков Хезболлы по всему региону, которые могут угрожать Саудовской Аравии, поскольку Хезболла рассматривается как рука Ирана в регионе, которая уже подкреплена присутствием Хизбаллы Аль-Хиджаз и недавней деятельностью Хизбаллы в Сирии, Ираке и Йемене.
В 2017 году Саудовская Аравия и Ливан были вовлечены в дипломатический конфликт, который почти привел к войне, когда премьер-министр Ливана Саад Харири подал в отставку под давлением Саудовской Аравии, чтобы вытеснить Хизбаллу из Ливана. Затем последовали Саудовская Аравия, Кувейт и ОАЭ, призывающие своих граждан покинуть Ливан. Позже Харири отозвал отставку и продолжал исполнять обязанности премьер-министра до 2020 года.
И Ливан, и Саудовская Аравия открыто поддержали решение палестинского вопроса в пользу палестинской стороны в мирном процессе с Израилем.